# Granatellus
Granatellus és un gènere d'ocells de la família dels cardinàlids (Cardinalidae), encara que anteriorment es classificava a la família Parulidae. El gènere agrupa tres espècies reconegudes natives de Mèxic, Amèrica Central i Amèrica del Sud.

## Taxonomia
Segons la Classificació del Congrés Ornitològic Internacional (versió 14.2, 2024) aquest gènere està format per tres espècies:
- bosquerola de Mèxic - (Granatellus venustus).
- bosquerola de Yucatán - (Granatellus sallaei).
- bosquerola de Pelzeln - (Granatellus pelzelni).